# アルペンレーサー
『アルペンレーサー』( ALPINE RACER )は、1995年7月にナムコ（後のバンダイナムコアミューズメント）より発売されたアーケードゲーム。スキー競技を題材にした3Dのレースゲームで、専用の大型筐体を用いた「体感ゲーム」の一種である。

## 概要
筐体底部のスキー板を模したステップ状のデバイスに両足で乗り、足のみで操作するのが本作最大の特徴である。
筐体のフレームにあるグリップをストックに見立て、ステップにある2つのくぼみに足を置き、基本的には左に曲がりたいときには右に、右に曲がりたい時には左にステップ部分を動かすことにより操作する。
また、くぼみのある部分は左右で独立しており、それぞれ左右に傾けることができるようになっている。これにより擬似的に「エッジを立てる」操作を実現している。この操作を上記のステップを振る動作とうまく組み合わせて行うことで、より鋭く旋回することが可能なのは実際のスキーと同じである。
作品にもよるが、基本は「条件に沿って関門を通過しつつ、どれだけ速くゴールできるか」というゲームである。
アーケード版アルペンレーサー・アルペンサーファー・アルペンレーサー2は2017年10月に修理サポートが終了、スーパーアルペンレーサーは2018年11月に修理サポートが終了した。

## モード
- スピードレーシングモード

本作の通常モード。プレイヤーを含む全5人でレースを行い、一位を目指す。
- ゲートレーシングモード

テクニカルモード。コース上に立つ2本の旗の間を通過しつつタイムを競う。旗の間を通過すると残りタイムが1秒ずつ加算される。
コースは、NOVICE・INTERMEDIATE・EXPERTの3段階から選択する。

## 関連作品
- アルペンサーファー

1996年7月稼働のアーケードゲーム。スノーボード版「アルペンレーサー」であり、操作デバイスもスノーボードを模したものになっている。モードは、フリーライディングモードとゲートレーシングの2種。コースはNOVICEかEXPERTのどちらかを選択する。ジャンプの瞬間に特殊操作を行うことにより、多種多彩なエアトリックを決めることができる。
- アルペンレーサー2

1996年12月稼働の続編。性能の異なる3人のキャラクターおよび隠しキャラクター2種からスキーヤーを選択する。コースはハイスピードコース・テクニカルコースの2種からの選択となった。また、1対1の通信対戦が可能となった。翌月1997年1月にはコンパクト筐体が稼働。ステップメカに新機構を採用し、従来のDX筐体と比べ左右にスライドする動きが軽量化されている。テレビ番組『超次元タイムボンバー』では、この機種がアトラクションの一つとして採用された（コースやクイズ等、番組用アレンジ有り）。
- アルペンレーサー3

2002年3月28日発売のPlayStation 2用ソフト。7人のキャラクターから選択。衛星データを用いて再現されたヨーロッパの有名ゲレンデや初代アルペンレーサーのゲレンデなど9つのコースがある。
- アルペンレーサーEX

2007年12月1日に配信開始されたiモードの「直感ゲーム」対応アプリゲーム。なお、2008年には横画面用のワイド版も配信されているが、直感ゲームは非対応。
- アルペンレーサー

2009年3月に配信開始されたiPhone / iPod touch用ゲーム。キャラクターは姉（スキー）と弟（スノーボード）の2人+隠しキャラクター。
- スーパーアルペンレーサー

2014年7月10日稼働のアーケードゲーム。アーケードでの新作は18年ぶりとなった。コースはエベレスト、マッターホルン、キリマンジャロの3種。開発はRaw Thrills。
- 急滑降体感機 スキーロデオ

2016年4月15日に施設設置されたVR ZONE Project i Can向けのVRアクティビティ。アルペンレーサーシリーズとほぼ同様の筐体・操作性であるが、レース相手はおらずガイドボイスを聞きながら一人で滑降する内容となっている。機構部を製作するにあたり、アルペンレーサーの中古筐体を市場から探して流用して製作された。

## 関連商品
- サウンドトラックCD

ナムコ・ゲームサウンド・エクスプレスVol.25 アルペンレーサー (ビクターエンタテインメント)
アルペンレーサー2アーケード (ワンダースピリッツ)